# Noémie Lenoirová
Noémie Lenoirová (* 19. září 1979, Francie) je francouzská herečka a modelka.
Jako modelka od roku 1998 pracovala pro světové návrháře a objevovala se na obálkách módních časopisů. S bývalým fotbalistou Claudem Makélélém má syna Keylana, který se narodil v roce 2005. V roce 2015 porodila dceru Toscu, jméno jejího otce neoznámila.
Její matka pochází z ostrova Réunion a byla do Francie přesídlena v rámci kontroverzní akce Enfants de la Creuse, kterou organizoval Michel Debré.
Vystudovala střední školu v Palaiseau, pracovala na poště a v sedmnácti letech uzavřela smlouvu s agenturou Ford Models. Účinkovala v klipu k Usherově písni „Hey Daddy (Daddy's Home)“ a v televizních pořadech Britain's Next Top Model a Danse avec les stars. V roce 2004 ji časopis For Him Magazine zařadil mezi stovku nejpřitažlivějších žen ve Francii.
V květnu 2010 se pokusila o sebevraždu, což později zdůvodnila partnerskými spory.

## Filmografie
- 2001 – Astérix & Obélix : Mission Cléopâtre, režie Alain Chabat, jako Guimieukis
- 2002 – Gomez & Tavarès, režie Gilles Paquet-Brenner, jako Gina
- 2003 – Coup d'éclat, režie Brett Ratner
- 2005 – La Doublure, režie Francis Veber, jako Karine
- 2007 – Gomez VS Tavarès, režie Gilles Paquet-Brenner, jako Gina
- 2007 – Rush Hour 3, režie Brett Ratner, jako Geneviève
- 2015 – Kurýr: Restart, režie Camille Delamarre, jako Maissa
- 2018 – Alad’2, režie Lionel Steketee, jako letuška